# Platygonus
A Platygonus az emlősök (Mammalia) osztályának párosujjú patások (Artiodactyla) rendjébe, ezen belül a pekarifélék (Tayassuidae) családjába tartozó fosszilis nem.

## Tudnivalók
A Platygonus a miocén és késő pleisztocén között élt, 10,3 millió-11 000 évvel ezelőtt. Elterjedési területe Dél-Kanadától Mexikóig és Kaliforniától Pennsylvaniáig terjedt. Újabban Argentínából miocén kori, Kolumbiából pliocén és pleisztocén kori, míg Bolíviából pleisztocén kori kövületek kerültek elő.

## Megjelenése

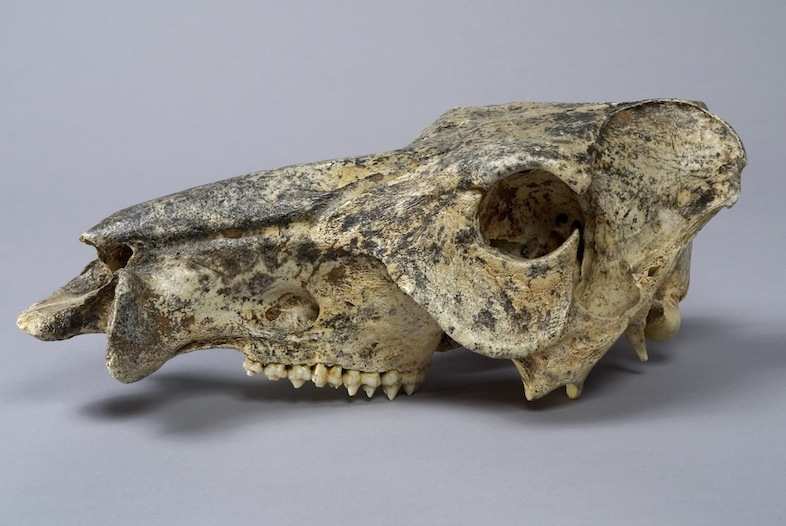
A Platygonus compressus koponyája

A Platygonus hossza 1 méter volt (hosszabb, mint egy mai pekari). Hosszú lábaival jól tudott futni. Az állatnak disznószerű orra és hosszú ragadozószerű agyarai voltak, ezeket valószínűleg a ragadozók ellen használta. A Platygonus emésztőrendszere nagyon bonyolult, inkább a kérődzőkéhez hasonlít.
A Platygonus társkedvelő állat volt, és mint a mai pekarik, csordákban vándorolt.
M. Mendoza 4 példánynak próbálta megállapítani a testtömegét. A következő adatokat kapta: 1. példány: 133,1 kilogramm, 2. példány: 162 kilogramm, 3. példány: 131 kilogramm, 4. példány: 116,6 kilogramm tömegű volt.

## Rendszertani besorolása
A Platygonus nevet Le Conte adta 1848-ban. Csak ebben az évben Le Conte a nemet a pekarifélék családjába sorolta; ennek idetartozását Hoare 1964-ben és Carroll 1988-ban megerősített.

## Rendszerezés
Ebből a nemből eddig az alábbi 16 taxont írták le, azonban meglehet, hogy nem mindegyikük önálló faj:
- Platygonus bicalcaratus (nomen dubium)
- Platygonus brachirostris
- Platygonus chapadmalensis
- Platygonus cinctus
- Platygonus compressus Le Conte, 1848 - típusfaj
- Platygonus kraglievichi
- Platygonus marplatensis
- Platygonus narinoensis
- Platygonus oregonensis
- Platygonus pearcei
- Platygonus pollenae
- Platygonus scagliae
- Platygonus setiger
- Platygonus striatus
- Platygonus texanus
- Platygonus vetus

### Fordítás
- Ez a szócikk részben vagy egészben  a   Platygonus című angol Wikipédia-szócikk ezen változatának fordításán alapul.  Az eredeti cikk szerkesztőit annak laptörténete sorolja fel. Ez a jelzés csupán a megfogalmazás eredetét és a szerzői jogokat jelzi, nem szolgál a cikkben szereplő információk forrásmegjelöléseként.